# Antoine Valérian-Duclau
Antoine Valérian-Duclau, né le 5 septembre 1732 à Nîmes (Gard) et décédé à une date inconnue, est un homme politique français.

## Biographie
Antoine Valérian-Duclau est  Député de la sénéchaussée de Beaucaire du 29 mars 1789 au 30 novembre 1791 et 1er consul de Pont-Saint-Esprit.
Le 24 septembre 1789, il s'engage à verser au Trésor public le quart de son revenu.